# Eilífr Guðrúnarson
Eilif Gudrunsson (fornnordiska: Eilífr Guðrúnarson) eller Eilif Godrunsson (Eilífr Goðrúnarson) var en isländsk skald verksam under 900-talets sista år och kring tusenårsskiftet.

## Släkt och härstamning
Eilif Gudrunsson bör under sin levnad ha varit en av den isländska fristatens mest namnkunniga skalder. Det kan därför tyckas märkligt att han inte finns nämnd med ett enda ord i Landnámabók, eller i någon annan saga på Island. Men Landnáman har dålig täckning för vissa delar av ön, i synnerhet gäller det nordlandet och kustbygderna mellan Skagafjorden och Hunafloen. Att Eilif inte omtalas i släktsagorna skulle kunna bero på att han haft en egen, nu förlorad saga, och att han därför varit så välkänd att ingen funnit anledning att inkludera honom någon annanstans. Tanken är i vart fall inte orimlig; vi känner namnet på flera släktsagor som en gång funnits, men som numera är restlöst förlorade.
Trots källbristen har det ändå varit möjligt att, utifrån indirekta uppgifter, med en hög grad av sannolikhet pussla fram Eilifs härstamning och identitet. Han bör ha varit född under första hälften av 970-talet. Sannolikt tillhörde han Eilif örns släkt i Skagafjorden; hans far var i så fall Tjodolf (Þjóðólfr) Torsgode vid gudahovet på Skagastrand, men fadern tycks ha avlidit kort efter sonens födelse.

### Eilifs efternamn
Eilif hette Gudrunsson i efternamn. Gudrun var hans mor. Namnet är alltså ett metronymikon (modersnamn). Sådana namn förekom på Island vid denna tid, även om de inte kan sägas ha varit särskilt vanliga. Ohlmarks förklarar namnet så här: "Tjodolf gode har varit gift med en Gudrun, som levat länge efter hans död, antagligen suttit kvar på godegården, och då ingen far längre fanns i livet eller mindes, kallade man den uppväxande unge mannen med moderns namn."
Icke desto mindre är det framför allt skalder som har begåvats med dylika namn. Bland befolkningen i övrigt har metronymika varit betydligt ovanligare. Enligt förre riksarkivarien Barði Guðmundsson hade ungefär 7 procent av alla poeter och småskalder på Island vid denna tid modersnamn, men bland hird- och furstelovskalder, som var de som hade högst status, var andelen metronymikonbärare nära 20 procent. Att bli skald, så som det definieras i Skáldskaparmál var en lång process som krävde både träning och utbildning, och det var framför allt vissa ätter som var traditionsbärare inom detta område. Barði Guðmundsson antar att också bruket av metronymikon har varit tradition inom just dessa ätter.

## Verk

### Håkonskvädet
I Skáldatal omtalas ett kväde, som Eilif skulle ha diktat till ladejarlen Håkon Sigurdsson i Norge. Detta är numera försvunnet, men enligt Finnur Jónsson skulle en strof i Skáldskaparmál kunna vara ett fragment av det förlorade Håkonskvädet. Det rör sig bara om en helming (halv drottkvättstrof), men att den varit riktad till den norske jarlen antog han framgick av en ordlek på Håkons namn (of mæran kon i stället för of Há-kon). I strofen finns ett direkt tilltal: "Ni skall bestämma gåvorna [=skaldelönen]", varav han drog slutsatsen att det var Eilif själv som på plats i Norge framförde kvädet. Detta måste i så fall ha skett vid 990-talets början; i varje fall före 995, det år då jarlen blev dräpt. Håkon jarl stod vid denna tid för det samlade hedniska motståndet i Norge mot den kristne missionskungen Olav Tryggvason. Att Håkon jarl bör ha haft Eilifs sympatier är rimligt; men helmingen har flera läsarter och det är ovisst hur mycket som kan tolkas in i den. Den norske drottkvättspecialisten Hallvard Lie ansåg att det inte förelåg någon ordlek, och att hela tolkningen byggde på filologiskt önsketänkande.

### Torsdrapan
Torsdrapan eller Torsdråpa (fornnordiska: Þórsdrápa) är ett kväde (se drapa) av Eilífr Guðrúnarson, återgiven i 19 sammanhängande strofer i Snorre Sturlassons Edda. Kvädet hör till fragment av en dikt skriven till Håkon Sigurdsson. Den är skriven på drottkvätt och skildrar Tors besök hos jätten Geirröd. Historien finns även återberättad i prosa form i Eddan där Snorre citerar två strofer, men lämnar ute Tjalve ur handlingen. Därför har vissa velat se det som att Snorre lade till dikten i sin Edda senare, eller att rent av en annan författare lagt till dikten.

### En Kristusdrapa?
I Skáldskaparmál finns ännu en av Eilifs strofer bevarad, som antagligen har tillkommit efter Islands kristnande år 1000, då alla godar tvingades ta dopet eller gå i landsflykt. Finnur Jónsson trodde att den var ett fragment av en Kristsdrápa — en slags kristen motsvarighet till Þórsdrápa — men ingen vet om en sådan har funnits och vad den i så fall kan ha innehållit. De få rader som finns kan lika gärna läsas som en tvångsdöpt hednings trötta begrundan av hur tiden ömsat skinn:
Sättbergets Södre satt sig
sund vid Urdarbrunnen:
så Roms rungstarke kung fått
rike i makternas trakter!
Det är Snorre själv som tolkar "Roms rungstarke kung" som Kristus. I annat fall är det ovisst om någon uttolkare skulle ha velat se detta som en kristen dikt.

### Vǫndulsvisa
Det är möjligt att Eilif blev en gammal man. Ohlmarks gissar i Fornnordiskt lexikon att han kan ha levt fram till år 1050. Som stöd för denna gissning anförs Höskördsvisan (Vǫndulsvisa), en liten dikt som finns citerad i den så kallade Tredje grammatiska avhandlingen av Olav Tordsson vitaskald (Óláfr Þórðarson hvítaskáld). Två handskrifter av tre av denna bok tillskriver dikten Eilif Gudrunsson, den tredje har bara förnamnet Eilif. Dikten innehåller en trött gammelmans klagan över att ån svämmat över och hotar höskörden:
Is sig bittert och brett kring
backar och myrar packat:
höstens höskörd förvisst blir
hotad mera än botad.